# Szewczenkowski gaj (skansen)

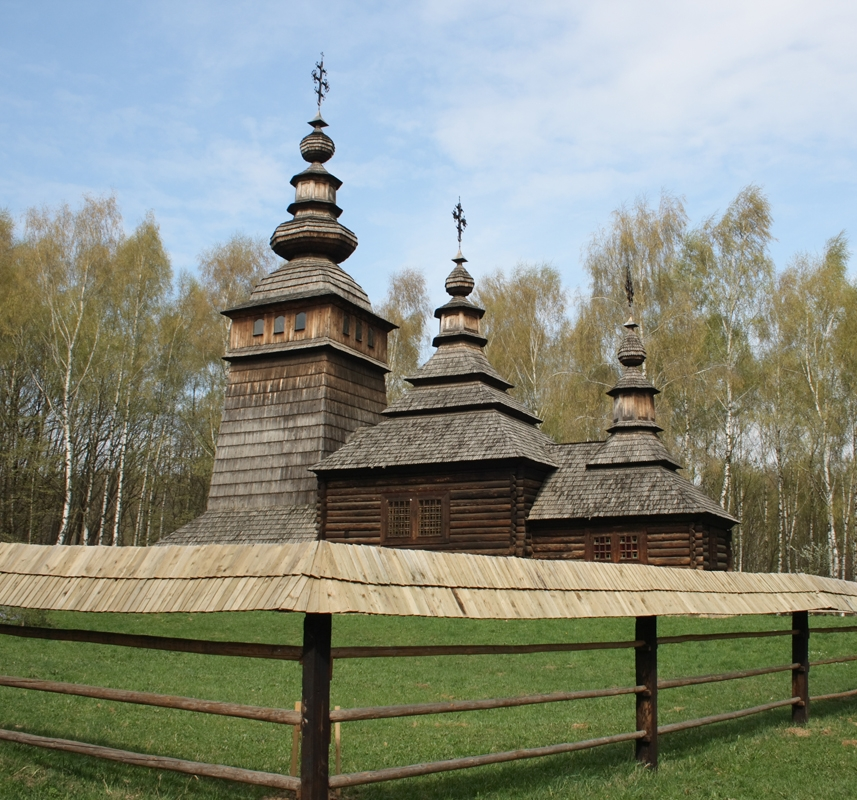
Skansen we Lwowie

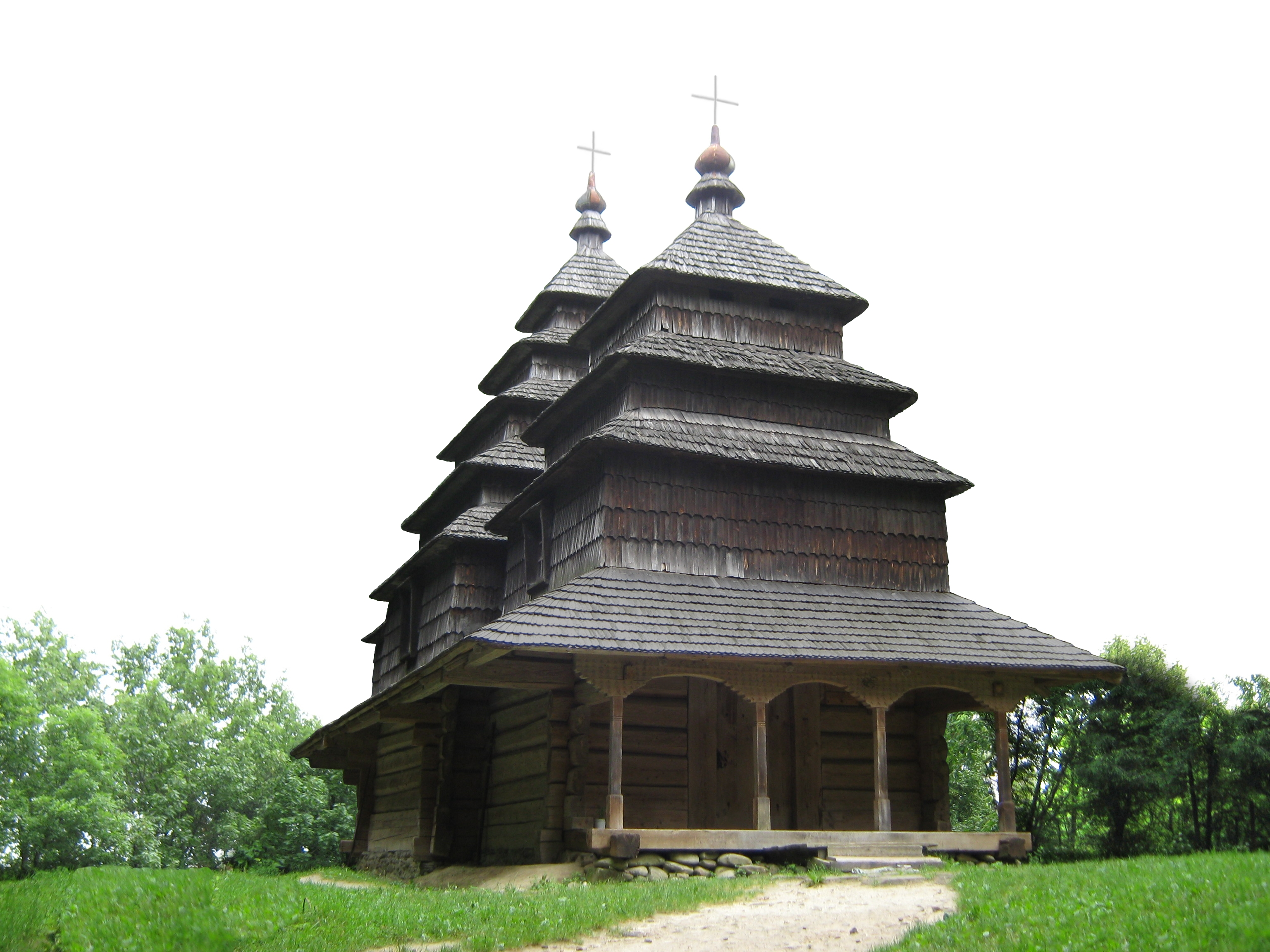
Bojkowszczyzna, cerkiew z 1863 roku. Tysowec, wieś w obwodzie lwowskim

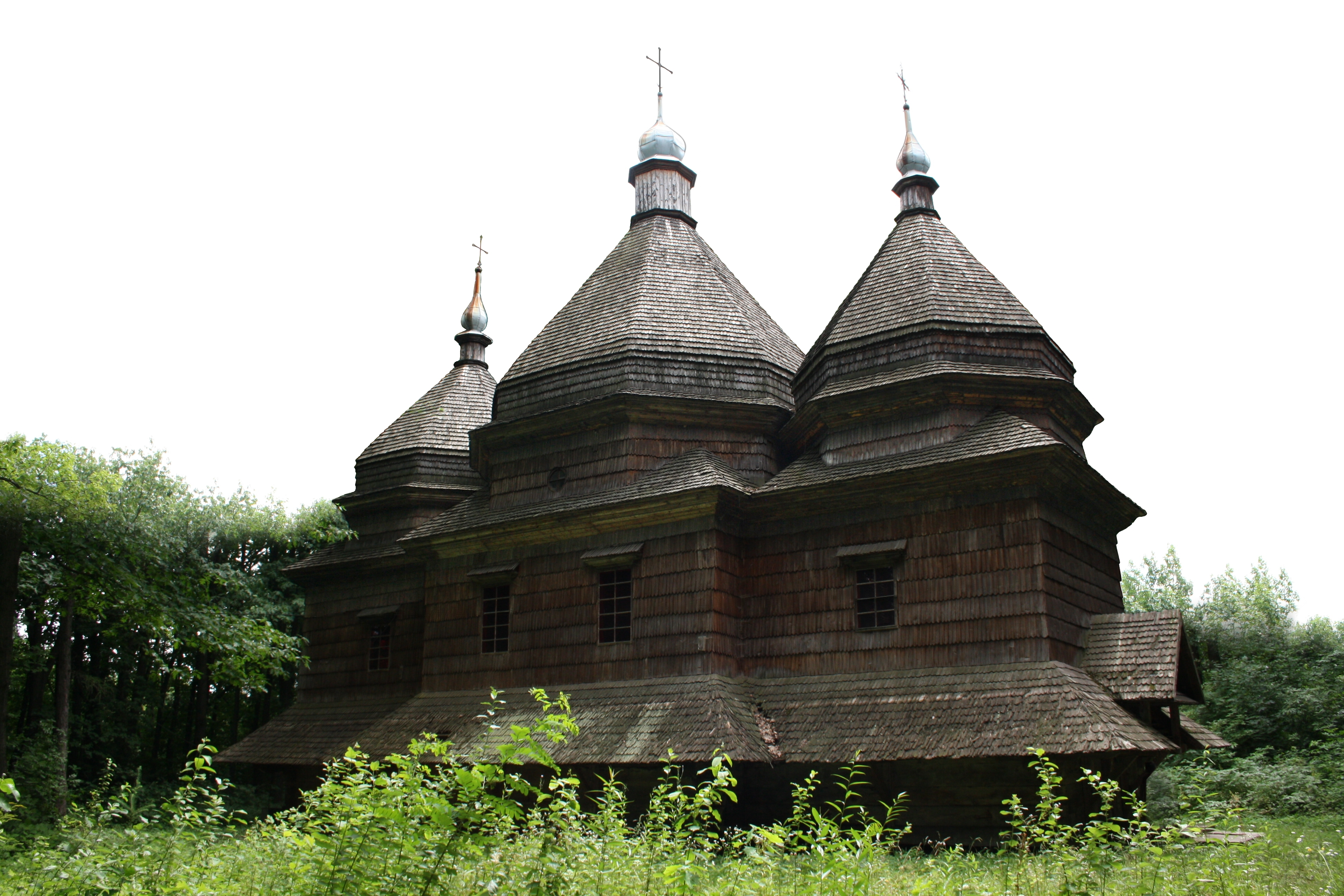
Podole, cerkiew z 1822 roku. Stoynów, wieś w obwodzie lwowskim

Szewczenkowski gaj (ukr. Музей народної архітектури і побуту «Шевченківський гай») – skansen we Lwowie, w Kajzerwaldzie.
W północno-wschodniej części Lwowa, blisko Wysokiego Zamku w dzielnicy Kajzerwald, znajduje się Muzeum architektury ludowej i życia codziennego we Lwowie. Założone w 1971 roku, Muzeum powstało, aby do zachować zabytki architektury, sprzęty domowe i przedmioty sztuki ludowej wszystkich historyczno-etnograficznych grup Zachodniej Ukrainy, które zostały sformowane w końcu XIX – na początku XX stulecia. 
Wśród tych grup znajduje się Bojkowszczyzna, Łemkowszczyzna, Huculszczyzna, Wołyń, Podole, Polesie, Bukowina, Pokucie, Zakarpacie, Ziemia Lwowska. 
Każdej grupie poświęcony jest oddzielny sektor – taka mikro wioska, w której obok budynków mieszkalnych znajdują się pomieszczenia gospodarcze, przemysłowe, sakralne. Każdy budynek ma odpowiednie otoczenie, które pomaga w odtworzeniu trybu życia, pracy i odpoczynku mieszkańców zachodnio-ukraińskiej wioski. 
Dziś lwowski skansen jest jednym z największych muzeów na wolnym powietrzu w Europie. Na obszarze 50 ha zgromadzono 150 zabytków ludowej drewnianej architektury. Najstarsze budynki były zbudowane w latach 1749 (cerkiew z wioski Krywka), 1792, 1812, 1846, 1860, pomieszczenia gospodarczo-przemysłowe (młyn wodny, wiatrak, folusznictwo, tartak, kuźnia, olejarnia). 
Przedstawione zostały tutaj także budynki i pomieszczenia, które charakteryzują karpacką gospodarkę smolarską i leśne rzemiosło. 
Bardzo bogate są magazyny w muzeum. Zgromadzono w nich około 21 tysięcy eksponatów. Są to kolekcje odzieży i tkanin, mebli, instrumentów muzycznych, ceramiki, zdobień, ikon, przedmiotów kościelnych. Znajduje się tutaj unikatowa kolekcja 120 rękopisów i starodruków. 
Muzeum stało się jednym z najbardziej lubianych miejsc odpoczynku mieszkańców Lwowa i gości miasta. Odbywają się tu festiwale muzyki ludowej, organizowane są występy zespołów ludowych. W halach wystawkowych można się zapoznać z dziełami sztuki ludu ukraińskiego i eksponatami. W okresie istnienia – a to ponad 40 lat – muzeum odwiedziło ponad 3 mln turystów z różnych krajów świata. Każdego roku odwiedza je około 150 tysięcy turystów.
Do najcenniejszych zabytków należą przeniesione w stanie nienaruszonym cerkwie: bojkowska z 1763 i łemkowska z 1831.